# Bakha satang
Bakha satang (박하사탕?, 薄荷砂糖?, Bakha SatangLR, Pakha SatangMR), noto anche con il titolo internazionale Peppermint Candy, è un film del 2000 scritto e diretto da Lee Chang-dong.

## Trama
Primavera, 1999. Su di un ponte ferroviario prospiciente un argine di un fiume, Yong-Ho si trova di fronte a un treno in arrivo. Sconvolto e senza una ragione apparente, Yong-Ho si suicida gettandosi sotto il convoglio. Il film porta gli spettatori indietro nel tempo prima della morte di Yong-Ho, e 20 anni prima della vita condannata e sofferente dell'uomo.

## Accoglienza

### Incassi
Distribuito nelle sale sudcoreane il giorno di capodanno del 2000, Peppermint Candy venne proiettato in trentacinque sale, incassando un totale di 69 590 $.

### Critica
Sull'aggregatore di recensioni Rotten Tomatoes, la pellicola ha ricevuto un tasso di approvazione pari all'86% basato su sette recensioni professionali, con un voto medio di 7,8 su 10. Nel 2020 il critico cinematografico britannico Peter Bradshaw, scrivendo per il The Guardian, posizionò la pellicola al dodicesimo posto nella classifica dei venti classici del cinema moderno sudcoreano.